# Província d'Hernando Siles

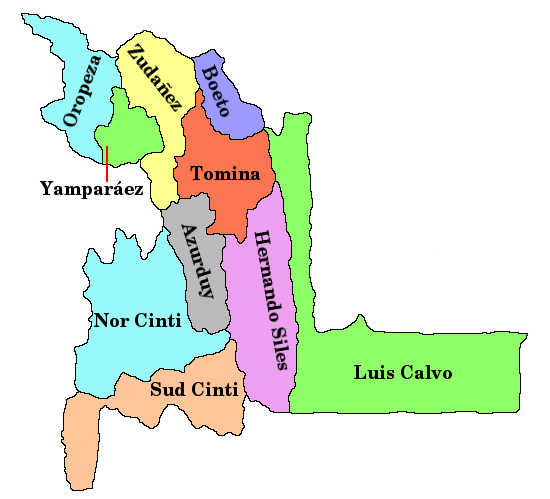
Les províncies del Departament de Chuquisaca

La província d'Hernando Siles és una de les 10 províncies del Departament de Chuquisaca a Bolívia. La seva capital és Monteagudo.